# Кранидион
Крани́дион (греч. Κρανίδιον ή Κρανίδι) — малый город в Греции. Находится на высоте 92 метров над уровнем моря, на восточном «пальце» полуострова Пелопоннеса, в южном части полуострова Арголиды, в 83 километрах к юго-западу от Афин, в 8 километрах к западу от Эрмиони, в 28 километрах южнее Эпидавра и в 38 километрах к юго-востоку от Нафплиона. Административный центр общины (дима) Эрмиониды в периферийной единице Арголиде в периферии Пелопоннес. Население 4006 жителей по переписи 2011 года.
В Кранидионе расположены дома некоторых знаменитостей, в их числе сэра Шона Коннери, нидерландской королевской четы короля Виллема-Александра и королевы Максимы.

## География

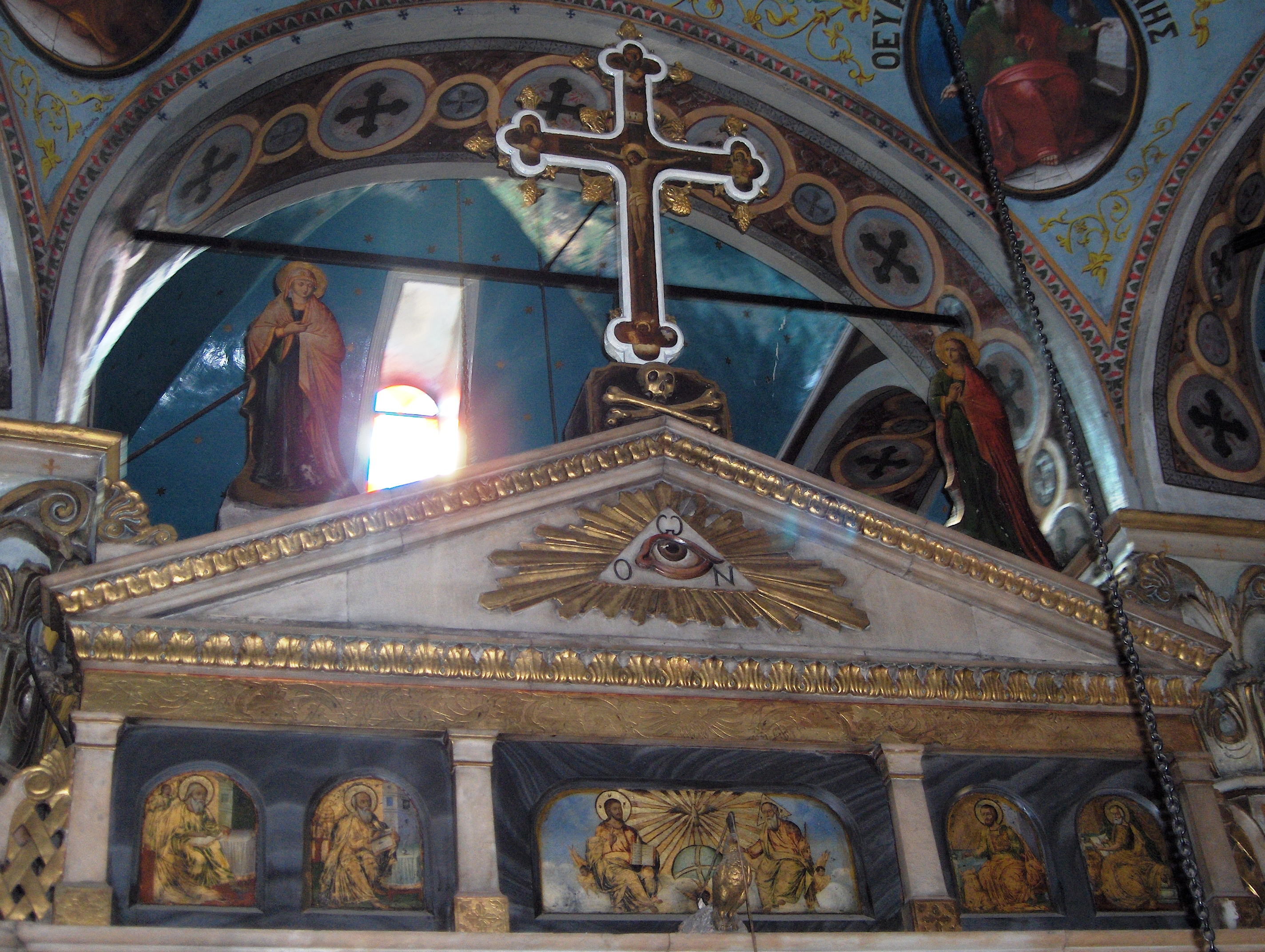
Церковь Айос-Продромос

Город окружают невысокие холмы, покрытые оливковыми рощами и небольшими лесами. Город расположен в 6 километрах к северо-востоку от порта Портохелиона на побережье залива Арголикоса Эгейского моря, в то время как несколько близлежащих деревень расположены на побережье, включая Килас (Κοιλάς), и небольшое поселение на пляже Доруфи.

## Сообщество Кранидион
В общинное сообщество Кранидион входят 10 населённых пунктов. Население 4441 житель по переписи 2011 года. Площадь 87,567 квадратного километра.
| Населённый пункт       | Население (2011), человек |
| ---------------------- | ------------------------- |
| Айос-Николаос          | 8                         |
| Авлона                 | 80                        |
| Дискурия               | 26                        |
| Доруфи                 | 2                         |
| Тини                   | 0                         |
| Камбос                 | 41                        |
| Кунупи                 | 87                        |
| Кранидион              | 4006                      |
| Лакес                  | 14                        |
| Петроталаса (Фламбура) | 177                       |

## Население
| Год  | Население, человек |      |
| ---- | ------------------ | ---- |
| Год  | 1991               | 3970 |
| 2001 | 4398               |      |
| 2011 | ↘ 4006             |      |